# Texasetes
A Texasetes (nevének jelentése: "Texasi lakos") a kora kréta időszak albai korszakának közepén élt Észak-Amerika Texas államának területén, nagyjából 100-110 millió évvel ezelőtt. Ez a faj a thyreophora alrenden belül valószínűleg a Nodosauridae családba tartozik.

## Felfedezése
Felfedezésének lelőhelye a texasi Tarrant megyéhez tartozó Haslet mellett van, ami ma a Paw Paw Formáció része. Csak ezen a helyen egy másik Nodosauridae-fajt is felfedeztek, a Pawpawsaurust. A holotípus amely egyúttal az egyetlen ismert Texasetes maradvány (USNM 337987), egy olyan részből áll, amelyben megvan a vállöv és a lapocka, ezeken kívül még megtalálták a csontos medencét, töredékes mellső- és hátsólábakat, bordákat, a koponyát, egy fogat és csontos képződményeket, amelyek a bőr felszínén ültek, valószínűleg a védelem céljából. M. K. Brett-Surman fosszíliagyűjtő, először azt hitte, hogy a maradványok egy sauropodához tartoznak, de később Walter P. Coombs felismerte, hogy valóban a csontok az ankylosauriák közé tartozó állat maradványai. Coombs elnevezte az állatot, Texasetes pleurohalionak. Vickaryous et al. (2004) és Coombs (1995) szerint a Texasetes csípőcsontja vízszintesen helyezkedett el. A tudósok azt gyanítják, hogy hossza nagyjából 2,5-3 méter lehetett.

## Besorolása
Lee 1996-ban megkérdőjelezte a Texasetes önálló nemként való létezését, szerinte a dinoszaurusz a Pawpawsaurus szinonimája. Coombs a dinoszauruszt a Nodosauridae családba helyezte, de Vickaryous az Ankylosauriák között incertae sedisnek vagyis bizonytalan helyzetűnek tartja.

## Fordítás
Ez a szócikk részben vagy egészben  a   Texasetes című angol Wikipédia-szócikk fordításán alapul.  Az eredeti cikk szerkesztőit annak laptörténete sorolja fel. Ez a jelzés csupán a megfogalmazás eredetét és a szerzői jogokat jelzi, nem szolgál a cikkben szereplő információk forrásmegjelöléseként.